# Travon Walker
Yury Travon Walker, född 18 december 2000 i Thomaston, Georgia, är en amerikansk utövare av amerikansk fotboll som spelar som outside linebacker för Jacksonville Jaguars i National Football League (NFL). Han spelade college football för University of Georgia och blev vald som första spelare i NFL:s draft 2022.

## Karriär

### High school
Walker studerade vid Upson-Lee High School i hemstaden Thomaston, Georgia, där han spelade både amerikansk fotboll och basket. Walker var framgångsrik i amerikansk fotboll och blev uttagen i All-American Bowl 2019, en all star-match för amerikanska fotbollsspelare i high school.

### College
Inför 2019 valde Walker att studera vid University of Georgia och spela amerikansk fotboll för deras collegelag Georgia Bulldogs. Som förstaårselev spelade han 12 matcher och gjorde 15 tacklingar samt 2,5 sacks under 2019. Som andraårselev spelade Walker nio matcher och gjorde 13 tacklingar, en sack samt en interception under säsongen 2020 som blev kortare på grund av covid-19-pandemin. Säsongen 2021 startade han samtliga 15 matcher som defensive tackle och gjorde 37 tacklingar samt sex sacks. Walker förde Bulldogs till College Football Playoff National Championship där de vann med 33–18 över Alabama Crimson Tide.

### NFL
Walker valdes som totalt första spelare av Jacksonville Jaguars i NFL:s draft 2022.